# Salah Djebaïli
Pour les articles homonymes, voir Djebaïli.
Salah Djebaïli (en arabe صالح جبايلي), est un footballeur international et scientifique algérien, né le 17 avril 1935 à Khenchela et mort assassiné le 31 mai 1994 à Alger.

## Biographie
Comme footballeur, il évolue au poste de milieu offensif gauche du milieu des années 1950 jusqu'à la fin des années 1960 principalement au Nîmes Olympique. Il compte une sélection en équipe d'Algérie.

### Carrière sportive
Salah Djebaïli commence le football à l'ES Sétif sous les ordres de l’entraîneur Paul Gévaudan, ancien du Nîmes Olympique. Celui-ci remarque son talent et l'oriente vers le club nîmois où il signe un contrat amateur en 1955. Il fait ses débuts en équipe première le 13 octobre 1957 face à l'OGC Nice. En fin de championnat, le club termine vice-champion de France derrière le Stade de Reims. La saison suivante, il dispute sept rencontres et le club termine également vice-champion de France à trois points de l'OGC Nice. Gaucher demi-droit, il ne devient titulaire que lors de la saison 1960-1961. Il dispute en neuf saisons au club 199 rencontres pour 53 buts marqués.
Il fait ses débuts en équipe d'Algérie le 28 février 1963 contre la Tchécoslovaquie olympique puis connaît une autre sélection le 4 novembre 1964 face à l'Union soviétique. En 1966, de retour en Algérie, il joue une saison avec le Mouloudia Club d'Alger puis met fin à sa carrière de footballeur. En parallèle de sa carrière de footballeur au Nîmes Olympique, il passe son baccalauréat au lycée de garçons de Nîmes, puis poursuit des études brillantes à l'université de Montpellier dans le domaine de l'écologie. Après la soutenance de son doctorat de troisième cycle en 1965 à Montpellier, il rentre en Algérie et fonde en 1974 le centre de recherche biologiques terrestres (CRBT), dont il est le directeur de 1974 à 1989.

### Carrière scientifique
Après sa carrière sportive, il devient professeur à l'université des sciences et techniques Houari Boumédienne puis dirige l'Institut National pour l'Agronomie, l'ONRS et devient ensuite recteur des universités d'Alger. Il est à l'origine de la création du ministère algérien pour l'Environnement.
Il obtient son doctorat d'État en 1978. En plus de sa carrière de chercheur et de professeur à l'université des sciences et de la technologie Houari-Boumediene de Bab Ezzouar, il occupe de nombreux postes à responsabilités dont celui de conseiller technique au ministère de l'Agriculture (1966-1969), celui de secrétaire général du comité national pour l'environnement (1973-1978), celui de directeur de l'Institut national agronomique, équivalent de l'Agro-paris en France, celui de directeur technique de l'équipe nationale de football algérienne, avec à la clé une sélection à la Coupe du monde, de directeur de l'ONRS (équivalent du CNRS en France), et enfin de recteur des universités d'Alger. Il est l'auteur de 25 publications nationales et communications à des colloques scientifiques internationaux.
Il participe avec la délégation algérienne en 1972, aux premières journées pour l'Environnement et permet avec d'autres de retenir la date du 5 juin pour célébrer annuellement ces journées. Il y défend alors un principe innovateur à l'époque : le principe de "pollueur-payeur". Il est plus tard à l'origine de la création en 1977 du ministère algérien pour l'Environnement.
Comme de nombreux autres intellectuels en Algérie dans les années 1990, et alors qu'il occupe le poste de recteur de l'université des sciences et techniques Houari Boumedienne (USTHB), il est menacé de mort à de nombreuses reprises par les islamistes . Il ne cède pas à leurs menaces et décide de poursuivre ses fonctions, tout en refusant l'accès de l'USTHB à des groupes islamistes, désireux d'exercer leur influence et une percée à travers le monde universitaire et étudiant. Quelques mois après l'assassinat d'un de ses gardes du corps, et alors qu'il quitte l'USTHB dans une voiture non blindée, il succombe le mardi 31 mai 1994, ainsi qu'un de ses gardes du corps, sous les balles des islamistes qui l'attendent à sa sortie de l'université.
Avec sa femme, originaire de Nîmes, il a quatre enfants, deux filles et deux garçons, et est grand-père de quatre garçons et deux filles. En hommage à sa brillante carrière au sein de l'équipe du Nîmes Olympique, une rue ("Allée Salah Djebaili") située non loin du stade des Costières, y porte aujourd'hui son nom.